# ديوان التماريت
ديوان التماريت (بالإسبانية: Diván del Tamarit) هو مجموعة شعرية للشاعر الإسباني فيديريكو غارثيا لوركا، كتبه ـ متمثلًا الطراز الشعري العربي ـ بعد عودته من نيويورك وأعده للنشر، ولكنه اغتيل سنة 1936، قبل نشر الديوان، فنُشر في بوينس آيرس سنة 1940.

## معنى الاسم
استقى لوركا عنوان ديوانه من التراث الأندلسي العربي الأمازيغي؛ فكلمة «ديوان» (Diván)، هي لفظ عربي من أصل فارسي استعارته اللغة الإسبانية بمعناه العربي، أما «تماريت» فهي قرية في منطقة فوينتي باكيروس حيث وُلد لوركا، كانت في الماضي ضمن أملاك ملوك غرناطة المسلمين، وعنى اسمها بالأمازيغية «العاشقة».

## الديوان
يتكون القسم الأول من الديوان من 12 غزلية (بالإسبانية: gacelas)‏، أما القسم الثاني فيتألف من 9 قصائد (بالإسبانية: casidas)‏، يُلمح فيها بوضوح أثر الشعر العربي الأندلسي.

## نشر الديوان
في سنة 1934، سعت جامعة غرناطة إلى نشر الديوان بمقدمة للمستعرب الإسباني إميليو غارثيا غوميث، غير أن هذا المشروع لم يرَ النور في حياة الكاتب، ولم يصدر الديوان إلا سنة 1940، بعد أربع سنوات من اغتيال كاتبه، عن دار إدريتوريال لوسادا في بوينس آيرس، كما تولت إصداره في نيويورك دورية Revista Hispánica Moderna الأمريكية.

## ترجمته إلى العربية
اضطلع بترجمة الديوان الشاعر المغربي محمد الميموني، وصدر عن منشورات وزارة الثقافة المغربية سنة 2008.

## وصلات خارجية
- مجلة نزوى: مختارات من ديوان التماريت لغارسيا لوركا.